# Јакима (Вашингтон)
Јакима (енгл. Yakima) град је у америчкој савезној држави Вашингтон. По попису становништва из 2010. године у њему је живело 91.067 становника.

## Демографија
Према попису становништва из 2010. године у граду је живело 91.067 становника, што је 19.222 (26,8%) становника више него 2000. године.
| Група             | 2000.          | 2010.          |
| Белци             | 42.928 (59,8%) | 47.523 (52,2%) |
| Афроамериканци    | 1.433 (2,0%)   | 1.556 (1,7%)   |
| Азијати           | 860 (1,2%)     | 1.347 (1,5%)   |
| Хиспаноамериканци | 24.213 (33,7%) | 37.587 (41,3%) |
| Укупно            | 71.845         | 91.067         |

## Партнерски градови
- Морелија
- Itayanagi
- Дербент
- Keelung